# Campo Venezuela (Tía Juana)
Campo Venezuela es uno de los sectores que conforman la población de Tía Juana en el estado Zulia

## Ubicación
Se encuentra entre la carretera E al norte (sector Taparito), la Av Intercomunal al oeste (sector Campo Miramontes) la Av 21 al este (sector La Ceiba) y el campo Altamira al sur.

## Zona Residencial
Campo Venezuela fue fundada como campo residencial para los trabajadores de nómina diaria y semanal de la entonces Shell instalados en Tía Juana, como los demás campos petroleros fue diseñado con reductores de velocidad, avenidas planificadas (rectas y redomas) servicios y una cerca en el perímetro exterior. Con la nacionalización pasó a manos de Lagoven y posteriormente a PDVSA. La antigua sede de la Unidad Educativa "MIGUEL ANGEL GRANADO" es ahora escuela bolivariana Miguel Ángel Granados que se encuentra en la esquina de la E con la Intercomunal, frente a la pasarela.

## Sitios de Referencia
- Escuela Miguel Ángel Granados. Av Intercomunal con Carretera E.
- Pasarela de Tía Juana. Av Intercomunal, carretera E.
- Panificadora America Ubicada en el C.C Altamira
- Abasto y Depósito Simón Bolívar Ubicado en el C.C Altamira
- Plaza Bolivar Ubicada en el centro de Campo Venezuela